# Eduard Palla
Eduard Palla (1864 – 1922) fue un botánico, micólogo y algólogo austríaco. Realizó extensas expediciones botánicas a Asia (Indonesia).

## Algunas publicaciones
- 1909. Neue Cyperaceen[1]

- 1906. Cyperaceae. Viena, 33 pp.

- 1900. Zur kenntniss der Pilobolus-arten. Osterreich. bot. zeitschr. 50: 349—370, 397—410

- 1900. Die Gattungen der mitteleuropäischen Scirpoideen

- 1899. Ueber die gattung Phyllactinia

- 1898. Beiträge zur Flora von Steiermark. Mitteilungen des Naturwissenschaftlichen Vereines für Steiermark 34

- 1897. Atlas der Alpenflora (con Karl Wilhelm von Dalla Torre y Anton Hartinger), II, nueva ed. 1897

- 1888. Ueber die systematische Stellung der Gattung Caustis. Verhandlungen der Zoologisch-Botanischen Gesellschaft in Wien: 659- 660
- La abreviatura «Palla» se emplea para indicar a Eduard Palla como autoridad en la descripción y clasificación científica de los vegetales.[2]